# 伊薩琴科島
伊薩琴科島是俄羅斯的島嶼，位於喀拉海東北部，屬於基羅夫群島的一部分，由克拉斯諾亞爾斯克邊疆區負責管轄，長19.2公里、寬11.8公里，面積180.6平方公里，最高點海拔高度57米，島上無人居住。